# پره آراگونس
پره آراگونس ای گارسیا (اسپانیایی: Pere Aragonès i Garcia‎; تلفظ کاتالان: [ˈpeɾə əɾəɣuˈnɛs]؛ زاده ۱۶ نوامبر ۱۹۸۲) وکیل و سیاستمدار اهل کاتالونیا است. وی از ۲۲ مه ۲۰۲۱ به عنوان رئیس دولت کاتالونیا فعالیت می‌کند. او پیش از این بین سال‌های ۲۰۱۸ تا ۲۰۲۱ به‌عنوان معاون رئیس‌جمهور و وزیر اقتصاد و دارایی کاتالونیا و همچنین معاونت رئیس‌جمهور از ۲۸ سپتامبر ۲۰۲۰ فعالیت می‌کرد. او یکی از اعضای چپ جمهوری‌خواه کاتالونیا است.